# Grammy Award alla miglior interpretazione rap solista
Il Grammy per la miglior canzone rap solista (Grammy Award for Best Rap Solo Performance) è un premio Grammy istituito nel 1991, per premiare le migliori canzoni di genere hip hop/rap eseguite da singoli artisti.
Nello stesso anno fu creato anche il riconoscimento miglior interpretazione rap di un duo o un gruppo, che insieme al primo formava il premio miglior interpretazione rap.
Nel 2003 è stato separato in miglior interpretazione femminile rap solita e miglior interpretazione maschile rap solita, distinzione mantenuta fino al 2005.

## Vincitori e candidati

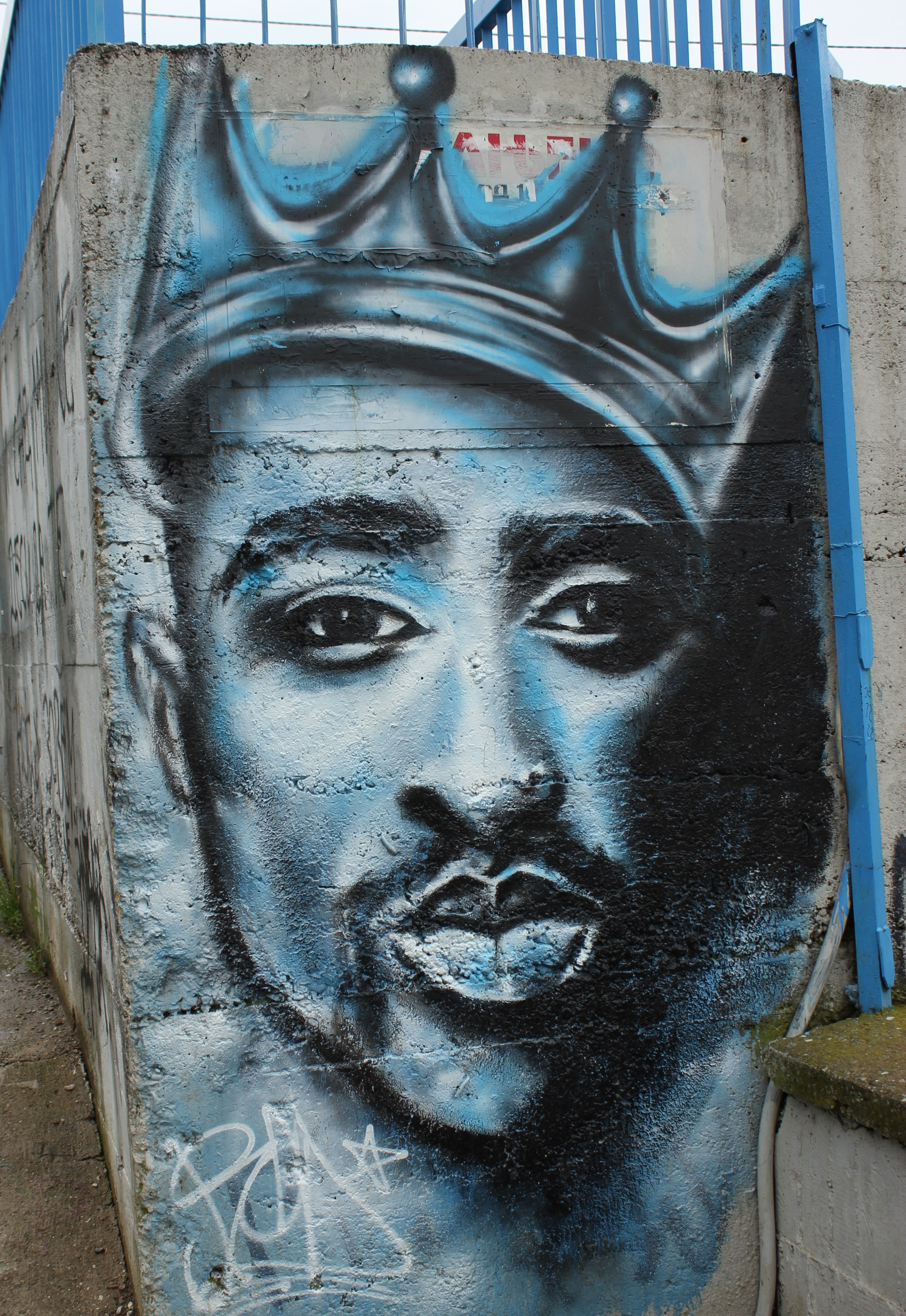
2pac è stato candidato 2 volte in questa categoria.

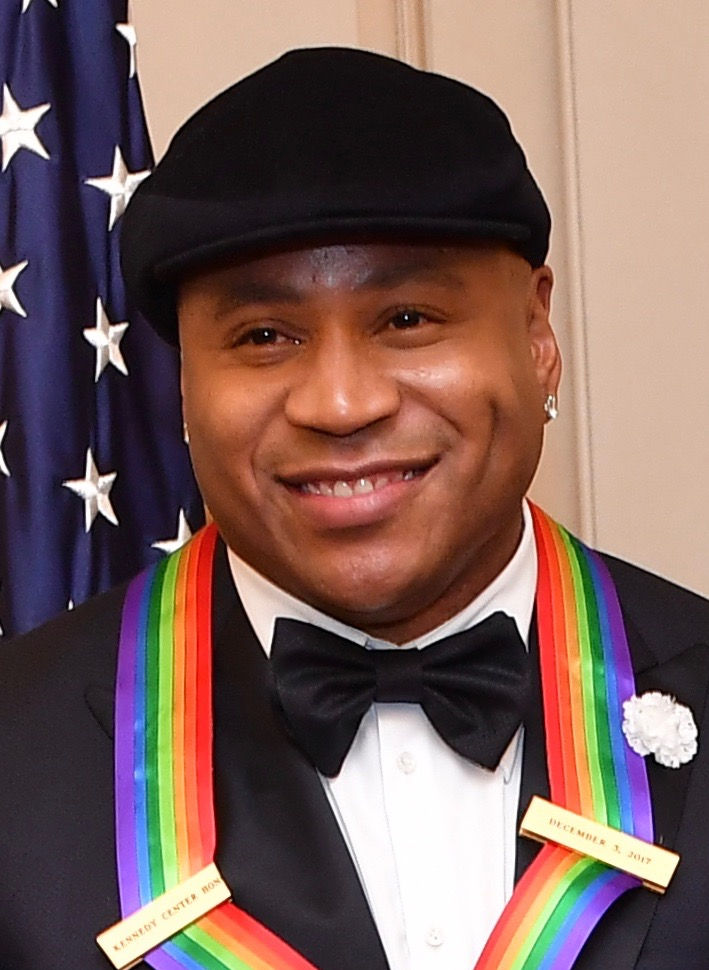
LL Cool J ha vinto 2 premi, in questa categoria, su 7 candidature.

### Anni 1990
- 1991
  - MC Hammer - U Can't Touch This
  - Queen Latifah – All Hail the Queen
  - Big Daddy Kane – I Get The Job Done
  - Vanilla Ice – Ice Ice Baby
  - Monie Love – Monie In The Middle
- 1992
  - LL Cool J - Mama Said Knock You Out
  - MC Hammer – Here Comes the Hammer
  - Monie Love – It's a Shame (My Sister)
  - Queen Latifah - Fly Girl
  - Ice-T – New Jack Hustler (Nino's Theme)
- 1993
  - Sir Mix-a-Lot - Baby Got Back
  - MC Hammer – Addams Groove
  - Queen Latifah – Latifah's Had It Up 2 Here
  - LL Cool J – Strictly Business
  - Marky Mark and the Funky Bunch – You Gotta Believe
- 1994
  - Dr. Dre - Let Me Ride
  - Paperboy – Ditty
  - Sir Mix-a-Lot – Just Da Pimpin' In Me
  - MC Lyte – Ruffneck
  - LL Cool J – Stand by Your Man
- 1995
  - Queen Latifah - U.N.I.T.Y.
  - Coolio – Fantastic Voyage
  - Craig Mack – Flava in Ya Ear
  - Snoop Doggy Dogg – Gin and Juice
  - Warren G – This D.J.
- 1996
  - Coolio - Gangsta's Paradise
  - The Notorious B.I.G. – Big Poppa
  - 2Pac – Dear Mama
  - Skee-Lo – I Wish
  - Dr. Dre – Keep Their Heads Ringin'
- 1997
  - LL Cool J - Hey Lover
  - Coolio – 1, 2, 3, 4 (Sumpin' New)
  - Nas – If I Ruled the World (Imagine That)
  - Heavy D – Rock With You
  - Busta Rhymes – Woo Hah!! Got You All in Check
- 1998
  - Will Smith - Men in Black
  - Busta Rhymes – Put Your Hands Where My Eyes Could See
  - LL Cool J – Ain't Nobody
  - Missy Elliott – The Rain (Supa Dupa Fly)
  - The Notorious B.I.G. – Hypnotize
- 1999
  - Will Smith - Gettin' Jiggy Wit It
  - Busta Rhymes – Dangerous
  - Wyclef Jean – Gone till November
  - Jay-Z – Hard Knock Life (Ghetto Anthem)
  - Lauryn Hill – Lost Ones

### Anni 2000
- 2000
  - Eminem - My Name Is
  - Busta Rhymes – Gimme Some More
  - Q-Tip – Vivrant Thing
  - 2Pac – Changes
  - Will Smith – Wild Wild West
- 2001
  - Eminem - The Real Slim Shady
  - Common – The Light
  - DMX – Party Up (Up in Here)
  - Mystikal – Shake Ya Ass

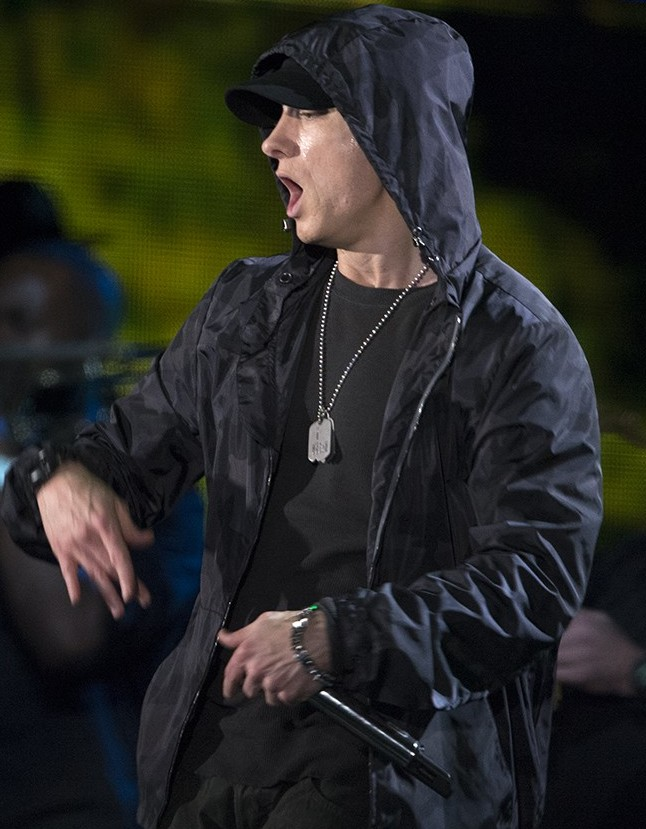
Eminem ha vinto 4 premi in questa categoria.

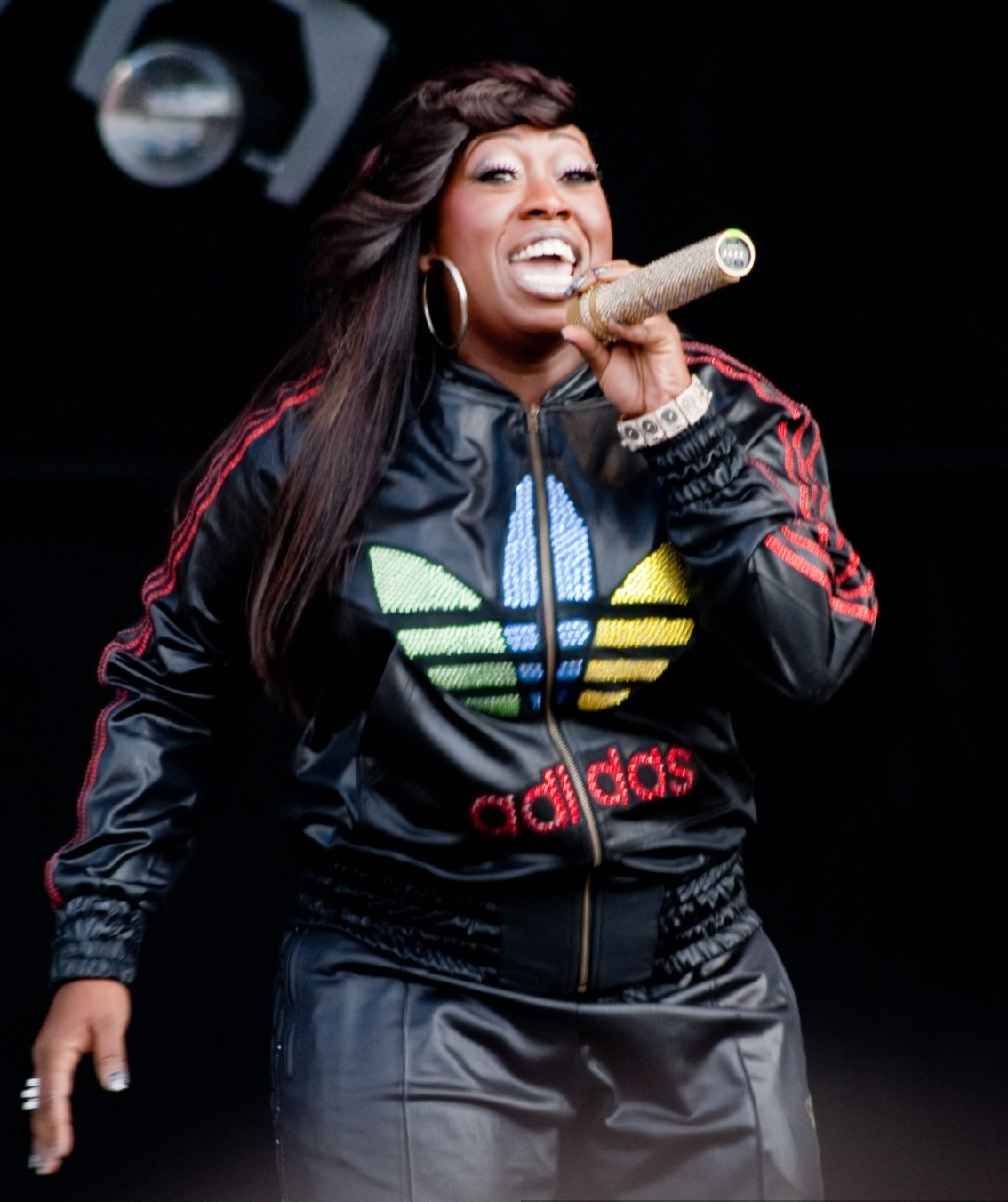
Missy Elliott ha vinto 3 volte in questa categoria.

  - Nelly – Country Grammar (Hot Shit)
- 2002
  - Missy Elliott - Get Ur Freak On
  - Afroman – Because I Got High
  - DMX – Who We Be
  - Jay-Z – Izzo (H.O.V.A.)
  - Nelly – Ride wit Me
- 2003: Premio diviso nelle categorie Miglior interpretazione femminile rap solita e Miglior interpretazione maschile rap solita
- 2004: Premio diviso nelle categorie Miglior interpretazione femminile rap solista e Miglior interpretazione maschile rap solista
- 2005
  - Jay-Z - 99 Problems
  - Eminem – Just Lose It
  - Kanye West – Through the Wire
  - Lloyd Banks – On Fire
  - Twista – Overnight Celebrity
- 2006
  - Kanye West - Gold Digger
  - 50 Cent – Disco Inferno
  - Common – Testify
  - Eminem – Mockingbird
  - T.I. – U Don't Know Me
  - Ludacris – Number One Spot
- 2007
  - T.I. - What You Know
  - Busta Rhymes – Touch It
  - Missy Elliott – We Run This
  - Lupe Fiasco – Kick, Push
  - Mos Def – Undeniable
- 2008
  - Kanye West - Stronger
  - Common – The People
  - 50 Cent – I Get Money
  - Jay-Z – Show Me What You Got
  - T.I. – Big Shit Poppin' (Do It)
- 2009
  - Lil Wayne - A Milli
  - Jay-Z – Roc Boys (And the Winner Is)...
  - Lupe Fiasco – Paris, Tokyo
  - Nas – N.I.G.G.E.R. (The Slave and the Master)
  - Snoop Dogg – Sexual Eruption

### Anni 2010
- 2010[1]

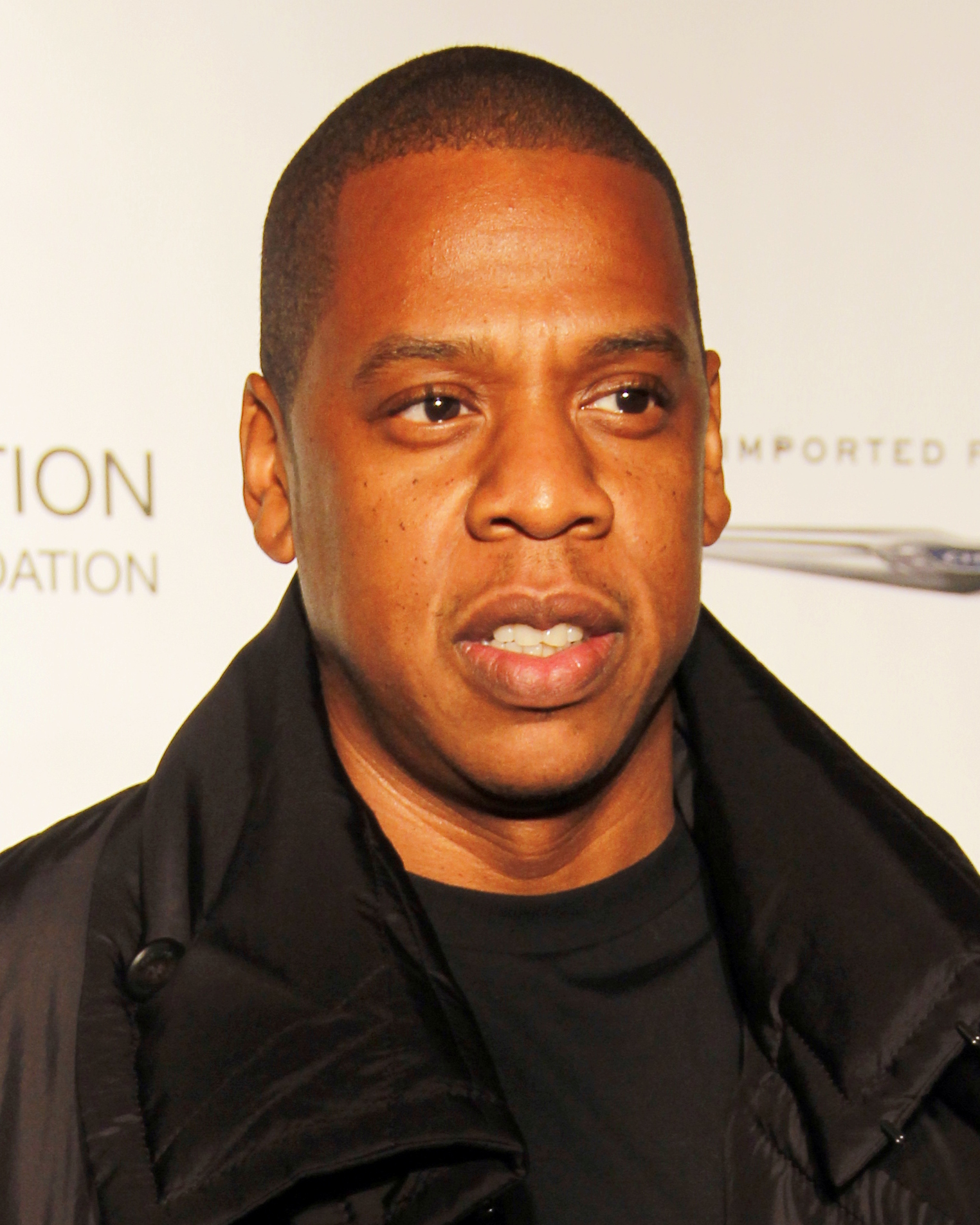
Jay-Z ha vinto 2 premi in questa categoria.

  - Jay-Z - D.O.A. (Death of Auto-Tune)
  - Eminem – Beautiful
  - Drake – Best I Ever Had
  - Kid Cudi – Day 'n' Nite
  - Mos Def – Casa Bey
- 2011[2]
  - Eminem - Not Afraid
  - Drake – Over
  - Ludacris – How Low
  - T.I. – I'm Back
  - Kanye West – Power